# (26975) 1997 TY24
(26975) 1997 TY24 est un astéroïde de la ceinture principale d'astéroïdes découvert en 1997.

## Description
(26975) 1997 TY24 a été découvert le 8 octobre 1997 à Uenohara, Yamanashi, ville de la préfecture de Yamanashi, au Japon, par Nobuhiro Kawasato.

### Caractéristiques orbitales
L'orbite de cet astéroïde est caractérisée par un demi-grand axe de 2,59 UA, un périhélie de 2,08 UA, une excentricité de 0,20 et une inclinaison de 2,29° par rapport à l'écliptique. Du fait de ces caractéristiques, à savoir un demi-grand axe compris entre 2 et 3,2 UA et un périhélie supérieur à 1,666 UA, il est classé, selon la JPL Small-Body Database, comme objet de la ceinture principale d'astéroïdes.

### Caractéristiques physiques
(26975) 1997 TY24 a une magnitude absolue (H) de 15,6 et un albédo estimé à 0,298.